# The Shanghai Gesture
The Shanghai Gesture is een Amerikaanse film noir uit 1941 onder regie van Josef von Sternberg. De film werd destijds in Nederland uitgebracht onder de titel Shanghai.

## Verhaal
Guy Charteris is van plan om de goktent te sluiten van moeder Gin Sling in Shanghai. Ze besluit om hem op te gaan zoeken. Een van haar vaste klanten is de jonge Poppy Smith, een gokverslaafde met een ernstig drankprobleem. Haar erbarmelijke toestand kan evenwel veel betekenen voor het voortbestaan van de goktent van moeder Gin Sling.

## Rolverdeling
| Acteur            | Personage                     |
| ----------------- | ----------------------------- |
| Gene Tierney      | Poppy Smith                   |
| Walter Huston     | Guy Charteris                 |
| Victor Mature     | Dr. Omar                      |
| Ona Munson        | Moeder Gin Sling              |
| Phyllis Brooks    | Dixie Pomeroy                 |
| Albert Bassermann | Van Elst                      |
| Maria Ouspenskaya | Kindermeisje                  |
| Eric Blore        | Caesar Hawkins                |
| Ivan Lebedeff     | Boris                         |
| Mike Mazurki      | Koelie                        |
| Clyde Fillmore    | Percival Montgomery Hower     |
| Grayce Hampton    | Lady Blessington              |
| Rex Evans         | Mijnheer Jackson              |
| Mikhail Rasumny   | Mischa Vaginisky              |
| Michael Dalmatoff | Barman                        |
| Marcel Dalio      | Meester van de Spinning Wheel |